# 王明伟 (自行车运动员)
王明伟（WANG Mingwei，1985年7月10日—），中国男子自行车運動員。

## 簡歷
2010年11月，王明伟代表中國參加亞運會自行車比賽，在男子团体追逐赛贏得铜牌。